# دريقة أنبوبية الأزهار
دريقة أنبوبية الأزهار (الاسم العلمي:Aspidistra tubiflora) هي نوع من النباتات تتبع جنس الدريقة من الفصيلة الهليونية. تم وصف هذا النوع من النبات علمياً لأول مرة من قبل هانس-يورغن تيليش سنة 2006.